# MMMBop
MMMBop é o segundo álbum de estúdio independente produzido pela banda Hanson, lançada em 1996. O disco vendeu 1,6 milhões de cópias.

## Faixas
Todas as faixas por Isaac Hanson, Taylor Hanson e Zachary Hanson.
1. "Day Has Come" – 4:46
2. "Thinking of You" – 3:10
3. "Two Tears" – 2:40
4. "Stories" – 2:34
5. "River" – 3:46
6. "Surely as the Sun" – 5:40
7. "Something New" – 2:30
8. "MMMBop" – 3:41
9. "Soldier" – 6:13
10. "Pictures" – 2:12
11. "Incredible" – 4:30
12. "With You in Your Dreams" – 4:12
13. "Sometimes" – 4:25
14. "Baby (You're So Fine)" – 3:27
15. "MMMBop" (versão longa) – 5:16